# Contea di Ida
La contea di Ida (in inglese Ida County) è una contea dello Stato dell'Iowa, negli Stati Uniti. La popolazione al censimento del 2000 era di 7 837 abitanti. Il capoluogo di contea è Ida Grove.